# شعاع اتمی

نمای اتم هلیم، نشان دهندهٔ چگالی احتمال الکترون با طیف خاکستری

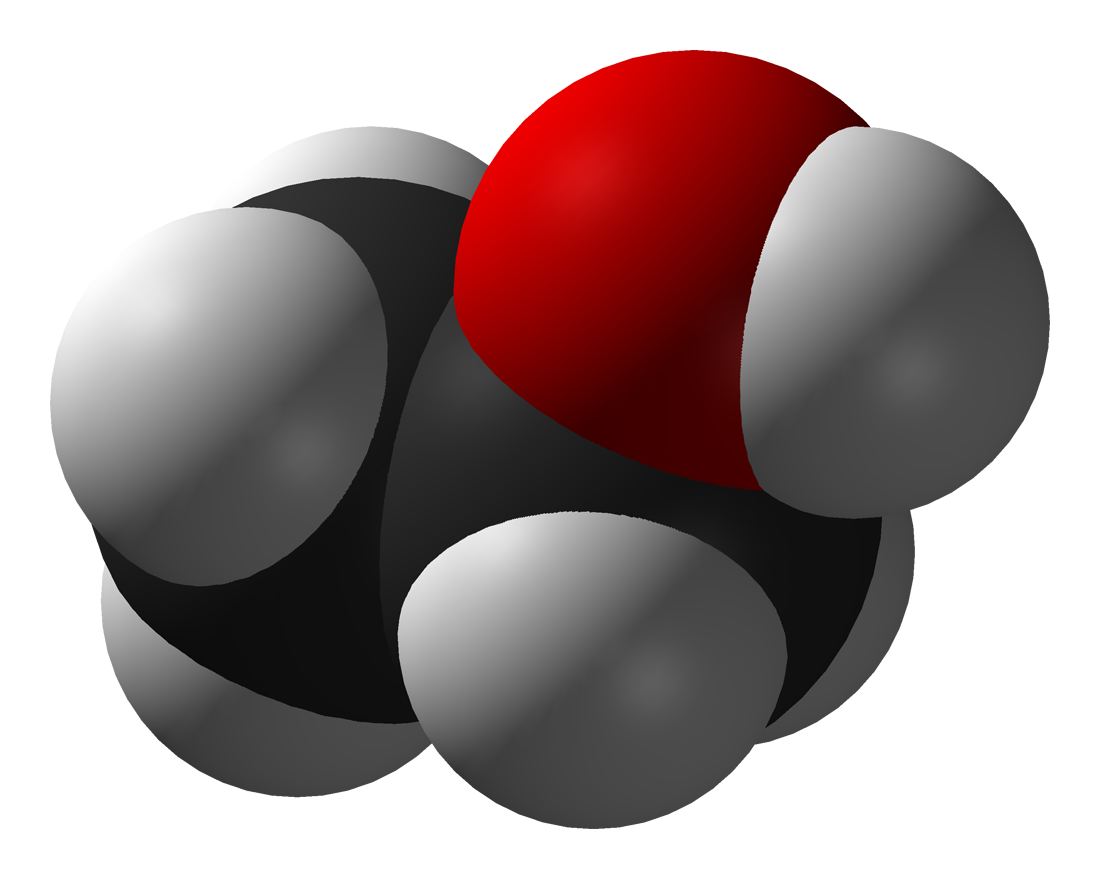
مدل فضاپرکن مولکول اتانول، CH_{3}CH_{2}OH. هر اتم توسط کره‌ای با شعاع واندروالسی خود نمایش داده شده.

شعاع اتمی (به انگلیسی: Atomic radius) یک عنصر شیمیایی معیاری برای اندازه‌گیری اندازهٔ اتم است که عموماً فاصلهٔ میانگین هسته تا مرز ابر الکترونی در نظر گرفته می‌شود. الکترون‌ها در محدوده‌هایی حرکت می‌کنند که شبیه ابر به نظر می‌رسند. همین نشان دهندهٔ دشواری اندازه‌گیری شعاع اتمی خواهد بود، زیرا این مرز مشخص نیست. از این رو تعاریف متفاوتی از شعاع اتمی وجود دارد که سه مورد پراستفادهٔ آن عبارتند از شعاع واندروالسی، شعاع یونی و شعاع کووالانسی. بسته به تعریف، این عبارت می‌تواند در مورد اتم‌های منفرد، اتم‌های مادهٔ چگال، مولکول‌های دارای پیوند کووالانسی، مولکول‌های یونیذه شده یا برانگیخته بکار رود و اندازهٔ آن می‌تواند به‌طور تجربی اندازه‌گیری شود یا توسط مدل‌های نظری محاسبه شود.
طبق بیشتر تعاریف شعاع اتمی بین ۳۰ تا ۳۰۰ پیکومتر (۰/۳ تا ۳ آنگستروم) است. این بدین معنی‌ست که شعاع اتم بیش از ۱۰هزار برابر بزرگتر از هسته اتم (۱ تا ۱۰ فمتومتر) و ۱۰۰۰ برابر کوچکتر از طول موج نور مرئی (۴۰۰ تا ۷۰۰ نانومتر) است.

## شعاع های اتمی
- شعاع واندروالسی
- شعاع کووالانسی
- شعاع یونی